# Geraldo Dantas de Andrade
Geraldo Dantas de Andrade (ur. 29 września 1931 w Rio de Janeiro, zm. 1 maja 2021) – brazylijski duchowny rzymskokatolicki, w latach 1998-2010 biskup pomocniczy São Luís do Maranhão.

## Życiorys
Święcenia kapłańskie przyjął 18 grudnia 1957. 18 lutego 1998 został prekonizowany biskupem pomocniczym São Luís do Maranhão ze stolicą tytularną Cibaliana. Sakrę biskupią otrzymał 18 kwietnia 1998. 15 września 2010 przeszedł na emeryturę.